# Resolutie 243 Veiligheidsraad Verenigde Naties
Resolutie 243 van de Veiligheidsraad van de Verenigde Naties was een resolutie die door de leden van de VN-Veiligheidsraad werd aangenomen in 1967. Dat gebeurde unaniem op de 1384e vergadering van de Raad op 12 december.

## Achtergrond
Twee nationalistische groeperingen in Zuid-Jemen begonnen een strijd tegen het Britse bestuur. Toen het Suezkanaal in 1967 werd gesloten door toedoen van de Egyptische president Abdoel Nasser, begonnen de Britten zich terug te trekken uit het gebied. Zuid-Jemen verkreeg hierdoor onafhankelijkheid als de Volksrepubliek Zuid-Jemen op 30 november 1967.

## Inhoud
De Veiligheidsraad had de aanvraag van de Volksrepubliek Zuid-Jemen bestudeerd, en beval aan de Algemene Vergadering aan om de Volksrepubliek Zuid-Jemen toe te laten als VN-lidstaat.

## Verwante resoluties
- Resolutie 225 Veiligheidsraad Verenigde Naties (Lesotho)
- Resolutie 230 Veiligheidsraad Verenigde Naties (Barbados)
- Resolutie 249 Veiligheidsraad Verenigde Naties (Mauritius)
- Resolutie 257 Veiligheidsraad Verenigde Naties (Swaziland)

Lijst ·  233 ·  234 ·  235 ·  236 ·  237 ·  238 ·  239 ·  240 ·  241 ·  242 ·  243 ·  244